# Zamknięte krzywe czasopodobne
Zamknięta krzywa czasopodobna (ZKC) – odpowiednik "pętli w czasie" w ogólnej teorii względności.
Zamknięta krzywa czasopodobna, to linia świata w rozmaitości pseudoriemannowskiej, cząstki materialnej w czasoprzestrzeni, która jest „zamknięta”, powracając do punktu startowego. Prawdopodobnie pierwotnie pojęcie zostało zaproponowane przez Kurta Gödla w 1949, który odkrył rozwiązania równań OTW dopuszczające istnienie ZKC znane jako metryka Gödla. Od tego czasu zostały znalezione inne rozwiązania równań OTW zawierające istnienie ZKC. Przykładem może być cylinder Tiplera i przenikalne tunele czasoprzestrzenne. Jeżeli ZKC istnieją, to ich istnienie implikuje przynajmniej teoretyczną możliwością podróży wstecz w czasie, powodując powstanie paradoksu dziadka. Jednak zasada samospójności Nowikowa dopuszcza możliwość uniknięcia takich paradoksów. Niektórzy fizycy spekulują, że ZKC pojawiające się w niektórych rozwiązaniach OTW mogą zostać wykluczone przez przyszłą teorię kwantowej grawitacji, która zastąpi OTW.